# 1971-es Formula–1 kanadai nagydíj
Az 1971-es Formula–1 világbajnokság tizedik futama a kanadai nagydíj volt.

## Futam
Két héttel később következett a kanadai nagydíj. A McLarennél Jack Oliver helyét az amerikai Mark Donohue vette át. Az időmérőn a már kétszeres bajnok Stewart végzett az élen Siffert, és Cevert előtt. A Ferrarik nem voltak versenyképesek: Ickx a 12., Andretti a 13., Regazzoni a 18. helyről indult.
A verseny kezdetekor esett az eső, Ganley még a bemelegítéskor összetörte BRM-jét. A rajtnál Stewart állt az élre Peterson, Beltoise és Donohue előtt. Hill összetörte Brabhamjét, majd öt körrel később Regazzoni is így járt. Míg Stewart az élen haladt, Peterson Beltoise-zal küzdött a második helyért, amikor a 16. körben a francia balesetezett. Ugyanekkor állt ki Donohue a boxba új szemüvegért, de nem veszített ezzel helyezést. Peterson a 18. körben átvette a vezetést, de Stewart a 31. körben visszaelőzte, amikor lekörözendő versenyzőkhöz értek. Néhány pillanattal később Peterson nekihajtott George Eaton BRM-jének és összetörte a March elejét. Ez felborította az autó egyensúlyát, így a továbbiakban nem tudott Stewart közelében maradni. A heves eső miatt a versenyt a tervezettnél előbb, a 64. körben leintették. Stewart közel 40 másodperccel győzött Peterson, az újonc Donohue, Hulme, Wisell és Cevert előtt.
| Helyezés | #  | Versenyző            | Csapat/Motor | Futott körök | Idő/Kiesés oka    | Rajthely | Pontszám |
| -------- | -- | -------------------- | ------------ | ------------ | ----------------- | -------- | -------- |
| 1        | 11 | Jackie Stewart       | Tyrrell-Ford | 64           | 1h55:12,9         | 1        | 9        |
| 2        | 17 | Ronnie Peterson      | March-Ford   | 64           | + 38,3            | 6        | 6        |
| 3        | 10 | Mark Donohue         | McLaren-Ford | 64           | + 1:35,8          | 8        | 4        |
| 4        | 9  | Denny Hulme          | McLaren-Ford | 63           | + 1 kör           | 10       | 3        |
| 5        | 3  | Reine Wisell         | Lotus-Ford   | 63           | + 1 kör           | 7        | 2        |
| 6        | 12 | François Cevert      | Tyrrell-Ford | 62           | + 2 kör           | 3        | 1        |
| 7        | 2  | Emerson Fittipaldi   | Lotus-Ford   | 62           | + 2 kör           | 4        |          |
| 8        | 4  | Jacky Ickx           | Ferrari      | 62           | + 2 kör           | 12       |          |
| 9        | 14 | Jo Siffert           | BRM          | 61           | + 3 kör           | 2        |          |
| 10       | 20 | Chris Amon           | Matra        | 61           | + 3 kör           | 5        |          |
| 11       | 22 | John Surtees         | Surtees-Ford | 60           | + 4 kör           | 14       |          |
| 12       | 31 | Helmut Marko         | BRM          | 60           | + 4 kör           | 19       |          |
| 13       | 6  | Mario Andretti       | Ferrari      | 60           | + 4 kör           | 13       |          |
| 14       | 15 | Peter Gethin         | BRM          | 59           | + 5 kör           | 16       |          |
| 15       | 28 | George Eaton         | BRM          | 59           | + 5 kör           | 21       |          |
| 16       | 18 | Nanni Galli          | March-Ford   | 57           | + 7 kör           | 20       |          |
| HN       | 19 | Mike Beuttler        | March-Ford   | 56           | Helyezés nélkül   | 22       |          |
| HN       | 35 | Pete Lovely          | Lotus-Ford   | 55           | Helyezés nélkül   | 25       |          |
| Kiesett  | 24 | Rolf Stommelen       | Surtees-Ford | 26           | Motortúlmelegedés | 23       |          |
| Kiesett  | 21 | Jean-Pierre Beltoise | Matra        | 15           | Baleset           | 11       |          |
| Kiesett  | 33 | Skip Barber          | March-Ford   | 13           | Olajnyomás        | 24       |          |
| Kiesett  | 5  | Clay Regazzoni       | Ferrari      | 7            | Baleset           | 18       |          |
| Kiesett  | 37 | Graham Hill          | Brabham-Ford | 2            | Baleset           | 15       |          |
| Kiesett  | 8  | Tim Schenken         | Brabham-Ford | 1            | Gyújtás           | 17       |          |
| Kiesett  | 16 | Howden Ganley        | BRM          | 0            | Baleset           | 9        |          |
| NK       | 26 | Chris Craft          | Brabham-Ford |              |                   |          |          |

## Statisztikák
Vezető helyen:
- Jackie Stewart: 51 (1-17 / 31-64)
- Ronnie Peterson: 13 (18-30)

Jackie Stewart 18. győzelme, 11. pole-pozíciója, Denny Hulme 4. leggyorsabb köre.
- Tyrrell 6. győzelme.